# بهانداري
بهاندري هو لقب موجود في مختلف الطوائف والمجتمعات التي تتبع الديانة الهندوسية في الهند ونيبال. بهانداري تعني أمين الصندوق، وحارس المخزن.
في البنجاب، تنتمي بهانداريس إلى طائفة خاتري. وفي نيبال، يستخدم اللقب من قبل كل من ماتوالي وتغاداري شيتريس.

## مشاهير
من بين الأشخاص البارزين الذين يحملون اسم بهانداري :
- أنوب بهانداري، كاتب هندي، مخرج ، مخرج موسيقى ، شاعر غنائي ، مغني وممثل.
- بيدهيا ديفي بهانداري ، رئيسة نيبال.
- دامودار بهانداري ، عضو الجمعية التأسيسية النيبالية الثانية.
- دروف بهانداري (مواليد 1985) ، ممثل تلفزيوني هندي.
- بينود بهانداري (مواليد 1990) ، لاعب كريكيت نيبالي.
- ديل كوماري بهانداري (مواليد 1949) ، سياسي هندي.
- دينيش شاندرا بهانداري، قائد المجموعة في سلاح الجو الهندي ، الحائز على جائزة فير شقرا
- غاغان سينغ بهانداري ، سياسي وعامة نيبالي
- جوبال بهانداري (مواليد 1950) ، MLA في ولاية كارناتاكا
- مادان بهانداري ، سياسي نيبالي وزعيم شيوعي
- موهان بهانداري (1937-2015) ، ممثل سينمائي وتلفزيوني هندي
- نار بهادور بهانداري (1947-2017) ، سياسي هندي ، رئيس وزراء سيكيم من 1979 إلى 1994 ومؤسس سيكيم سانجرام باريشاد
- راجندرا بهانداري (مواليد 1956) ، شاعر نيبالي
- راجندرا بهادور بهانداري ، رياضي نيبالي.
- سابيترا بهانداري ، لاعب كرة قدم نيبالي.

- تيكا بهانداري ، مغنية نيبالية.

### خياليون
من بين الأشخاص الخياليين الذين يحملون اسم بهانداري
- Sav Bhandari و Alli Bhandari ، شخصيتان رئيسيتان وأخوان في الدراما الكندية للمراهقين.